# 대한약품공업
대한약품공업 주식회사(영어: Daihan Pharmaceutical)는 1945년 10월 14일 설립 한 의료용 포도당수액제,주사제로 만든 기업이다.

## 사업장 현황
- 안산공장 : 경기도 안산시 단원구 산단로 77